# Шнур, Вольфганг
Вольфганг Шнур (нем. Wolfgang Schnur; 8 июня 1944, Щецин — 16 января 2016, Вена) — немецкий адвокат. Один из создателей и некоторое время председатель партии «Демократический прорыв».

## Биография
В конце 1980-х годов работал адвокатом доверия Евангелической церкви и защищал многих оппозиционеров, диссидентов, правозащитников и призывников-отказников.
У него сложились тесные деловые связи с Хорстом Каснером, отцом Ангелы Меркель. Вольфганга Шнура и семью Каснера связывали дружеские отношения. 1 февраля 1990 года Шнур принял Ангелу Меркель на работу в «Демократический прорыв» и назначил её своим официальным пресс-секретарём.
Намеренное опубликование досье Вольфганга Шнура в Министерстве государственной безопасности ГДР в марте 1990 года, последовавшее непосредственно перед выборами в Народную палату ГДР, поставило крест на его дальнейшей политической карьере. Всеобщую огласку получила информация о том, что Шнур в 1965—1989 годах работал на министерство госбезопасности в качестве внештатного сотрудника «Торстен» и «доктор Ральф Ширмер». Он подал в отставку с поста председателя партии и был исключён из «Демократического прорыва».
После перемен, произошедших в 1991 году, открыл в Берлине адвокатское бюро. В 1993 году лишился права на ведение адвокатской деятельности за предательство собственных клиентов и недостойное поведение, несовместимое с деятельностью адвоката. Приговор в 1994 году был подтверждён Федеральным судом Германии. После этого работал советником.